# Сюзанна (герцогиня Бурбон)
Сюзанна (фр. Suzanne de Bourbon; 10 травня 1491 — 28 квітня 1521) — герцогиня Бурбонська та Овернська, графиня де Клермон-ан-Бовези, Форе, Ла Марш.

## Життєпис
Походила з роду Бурбонів. Донька П'єра II, герцога Бурбон і Овернь, та Анни (доньки короля Людовика XI, короля Франції). Народилася 1491 року. Після смерті її брата Карла стала єдиною спадкоємицею батьків.
1501 року за наполяганням батька відбулися її заручини з Карлом де Алансоном. 1503 року помирає П'єр II де Бурбон. Мати Сюзанни стає її регенткою у Бурбоні і Оверні. Невдовзі за наполяганням короля Людовика XII було розірвано заручини Сюзанни і Карла. 1505 року її видано за Карла де Монпансьє, представника молодшої гілки Бурбонів. Останній став герцогом за правом дружини.
1521 року Сюзанна де Бурбон помирає. Оскільки усі її діти померли в дитинстві, то вона своїм заповітом передавала усі володіння чоловікові. Втім під тиском короля Франциска I Паризький парламент передав володіння матері короля — Луїзі.

## Родина
Чоловік — Карл III де Бурбон
Діти:
- Франциск (1517—1518)
- безіменні близнюки (1518)